# Schwarz Etienne
Schwarz Etienne es una marca suiza de relojes de lujo, fundada en 1902 por Paul Arthur Schwarz y su esposa Olga Etienne.

## Historia
En 1902, Paul Arthur Schwarz y su esposa Olga Etienne fundaron una fábrica en La Chaux-de-Fonds, cuyo nombre es una combinación de sus apellidos. La empresa poseía marcas como Venus o Alpha.
En 2003, Raffaello Radicchi adquirió la marca, e inició un plan para desarrollar y producir movimientos internamente.

## Relojes
Los relojes modernos de la marca son productos de alta relojería, de fabricación propia, incluidos sus movimientos. En el Baselworld de 2017, la marca presentó un tourbillon con indicación de segundos retrógrada.